# Ophiomyia debilis
Ophiomyia debilis este o specie de muște din genul Ophiomyia, familia Agromyzidae, descrisă de Spencer în anul 1981. Conform Catalogue of Life specia Ophiomyia debilis nu are subspecii cunoscute.